# Joël Le Theule
Joël Le Theule, né le 22 mars 1930 à Sablé-sur-Sarthe (Sarthe) et mort le 14 décembre 1980 dans la même ville, est un homme politique français.
Député de la Sarthe de 1958 à 1968 et de 1969 à 1978, maire de Sablé-sur-Sarthe de 1959 jusqu'à sa mort, il a été plusieurs fois ministre sous la Cinquième République. Il est ministre de la Défense au moment de son décès.

## Biographie

### Enfance et études
D'origine modeste, il devient, à vingt-quatre ans, professeur agrégé d'histoire et de géographie, après des études à l'université catholique de l'Ouest. Il enseigne en classes préparatoires à l'École spéciale militaire de Saint-Cyr, et au Prytanée militaire de La Flèche.

### Carrière politique

#### Député
Aux élections législatives de 1958, Joël Le Theule se présente, sans trop d'espoir, contre Christian Pineau, député SFIO catholique sortant de la Sarthe, ministre des Affaires étrangères successif des cabinets Guy Mollet, Maurice Bourgès-Maunoury et Félix Gaillard, pendant la Quatrième République. Pierre Péan, journaliste originaire de Sablé-sur-Sarthe, est alors à ses côtés.
Il est pourtant largement élu devant lui et reste député gaulliste (UNR, UD-Ve/UDR, RPR) de la Sarthe de 1958 jusqu'en 1968 et de 1969 à 1978. À l'Assemblée nationale, il s'investit particulièrement dans la commission de la défense nationale et des forces armées, notamment sur le financement de la force de frappe décidée par Charles de Gaulle, où il s'impose par la qualité et le sérieux de ses rapports parlementaires. Il devient vice-président de la commission en 1966 puis président, de 1967 à 1968.
Il est également élu maire de Sablé-sur-Sarthe en 1959, poste qu'il occupe jusqu'à sa mort en 1980 et conseiller général du canton de Sablé-sur-Sarthe. Il est ami de longue date avec les parents de François Fillon. À Sablé-sur-Sarthe, il s'entoure du jeune géographe Thierry Berthé pour remodeler la ville, qui voit arriver le gaz et dont la population double. Il entreprend notamment les travaux d'ouverture de la rocade de Sablé, qui permet de désengorger le centre-ville.

#### Un fin politique
Joël Le Theule acquiert une réputation de fin politique, rompu dans l'art de la manœuvre. Il sait s'attirer de sérieuses inimitiés dans son propre camp, notamment de la part de Jacques Chirac, qui colporte abondamment des rumeurs sur la supposée homosexualité du célibataire Le Theule. Son attaché parlementaire puis successeur, François Fillon, aurait dit : « Le Theule était haï de Chirac autant pour ses penchants que parce qu'il le soupçonnait d'avoir prêté la main dans l'affaire Marković, qui déstabilisa Pompidou », les penchants faisant référence à l'homosexualité alléguée de Joël Le Theule. Jacques Chirac confirme avoir interpellé « vivement » Joël Le Theule, alors secrétaire d'État à l'Information, pour « exiger des explications » face à « la campagne infâme orchestrée contre Georges Pompidou sur les ondes de la radio nationale ». Ces rumeurs d'homosexualité rebondiront sur le protégé du ministre défunt, François Fillon.
Valéry Giscard d'Estaing a écrit de lui : « Il était devenu pour moi, au fil des mois, un véritable ami. La réserve discrète de son caractère ne faisait pas obstacle à l'expression chaleureuse de sa confiance et de sa bienveillance ».

#### Ministre
Joël Le Theule est ministre des Départements et Territoires d'Outre-Mer à la suite du remaniement du dernier gouvernement Pompidou, du 31 mai au 10 juillet 1968, puis secrétaire d'État auprès du Premier ministre, chargé de l'Information, du 10 juillet 1968 au 20 juin 1969 dans le gouvernement Maurice Couve de Murville. Dans le cadre de ces fonctions, il est notamment chargé de reprendre en main le personnel qui s'était montré rebelle au gouvernement pendant les évènements de mai 1968.
Ostracisé sous Pompidou, il revient en cour sous la présidence de Valéry Giscard d'Estaing, qui cherche à débaucher des gaullistes pour composer son gouvernement. Il devient ainsi ministre des Transports, du 31 mars 1978 au 2 octobre 1980, puis de la Défense du 2 octobre au 14 décembre 1980 dans le troisième gouvernement de Raymond Barre.

### Une mort subite
Le samedi 13 décembre 1980, Joël Le Theule reçoit à Sablé la ministre des Universités, Alice Saunier-Seïté. Le lendemain, il devait recevoir René Lévesque, Premier ministre du Québec. Dans la nuit du 13 au 14 décembre, victime d'un malaise cardiaque, Joël Le Theule est conduit aux urgences de Sablé-sur-Sarthe par son collaborateur le plus proche, François Fillon. En descendant de voiture, il perd connaissance et meurt presque immédiatement dans les bras de ce dernier. Les médecins tentent alors sans succès pendant trois heures de le ranimer. Ses obsèques ont lieu à Sablé, où il est également inhumé, en présence du président de la République Valéry Giscard d'Estaing.
François Fillon, qui a été son attaché parlementaire puis son conseiller ministériel, reprend par la suite ses mandats de conseiller général, maire de Sablé-sur-Sarthe et député de la Sarthe.

## Postérité
Un bâtiment porte son nom à Sablé-sur-Sarthe : le centre culturel Joël-Le-Theule. Le centre technique de la Bibliothèque nationale de France installé au château de Sablé est également baptisé en son honneur.

## Archives
- Inventaire du fonds d'archives privées conservé aux Archives nationales sous la cote 571 AP.